# Muži, kteří nemají ženy
Muži, kteří nemají ženy (japonsky 女のいない男たち , Hepburnův přepis: Onna no inai otokotači) je soubor povídek japonského spisovatele Harukiho Murakamiho, vydaný v roce 2014. Příběhy se dotýkají vztahů mezi oběma pohlavími z perspektivy osamělých mužských osudů obvykle po ztrátě klíčových a tajemných partnerek, ve světě, kde otevřenost citů nedostává příliš velkého prostoru. Muži přitom vystupují z pozice slabší poloviny lidstva.
V Japonsku kniha vyšla ve vydavatelském domě Bungei šundžú. Pro vysokou míru objednávek došlo k navýšení prvního nákladu z 200 na 300 tisíc výtisků. České vydání připravilo nakladatelství Odeon jako 175. svazek edice Světová knihovna a překladu do češtiny se zhostila Klára Macúchová.

## Povídky

### Seznam
| Povídka                   |
| ------------------------- |
| „Drive My Car“            |
| „Yesterday“               |
| „Nezávislý orgán“         |
| „Šeherezáda“              |
| „Kino“                    |
| „Zamilovaný Samsa“        |
| „Muži, kteří nemají ženy“ |

### Popis
Původní vydání obsahuje šest povídek, jež byly až na jednu nejdříve otištěny v časopisech. Česká či anglická verze navíc zařadily povídku „Zamilovaný Samsa“ (Koi suru Zamuza /Samsa in Love/), vydanou roku 2013 v antologii Koišikute – Ten selected Love Stories, představující variaci na Kafkovu „Proměnu“ a metamorfózu Řehoře Samsy do hmyzí podoby. Děj odehrávající se v mobilizované Praze s tanky, zřejmě sleduje následky proměny v opačném směru, když se hlavní člověčí hrdina obává, aby se nestal potravou pro ptáka. Nerozumí lidským konvencím ani smyslu výdobytků civilizace. To se projevuje při návštěvě hrbaté zámečnice, která přišla opravit zámek u dveří. Na její narážky vůči viditelné erekci reaguje nevinnými replikami, s navozením až komického rozporu pro danou situaci. Vysvětlením, podle autora doslovu Jiřího Kamene, může být hyperbola k dvojakému poměru Franze Kafky k ženám, na jedné straně jako k objektům křehké a platonické touhy, a na straně druhé jako k prostředku pouhého ukojení sexuálního pudu.
Standardní součástí je i hudba, vytvářející nedílnou součást příběhů. Murakami uvedl, že text jedné povídky vytvářel přibližně čtrnáct dní. Pilotní povídkou, jež vedla ke vzniku dalších, se stala „Drive my car“. Herec Kafuku si v ní, po ztrátě řidičského průkazu pro nehodu v podnapilosti a zjištění glaukomu, najal mladou řidičku, jíž vypráví životní příběhy. Krásná manželka mu byla opakovaně nevěrná a on se před její smrtí neodvážil zeptat proč, což se pro něj stalo traumatem. Vyhledal tak kolegu, s nímž měla poměr, aby se pokusil přijít věci na kloub, v čem jako manžel selhával. Výsledkem se mu stalo pochopení, že jediný koho může člověk opravdu poznat, je pouze on sám a to navíc nedokonale. Titul povídky „Yesterday“ odkazuje na eponymní skladbu skupiny Beatles, jak ji vysokoškolák Tanimura slyšel zpívat, v podivném překladu kansajského dialektu, od neúspěšného adepta ke studiu Kitarua. Tanimura vzpomíná na mládí, kdy se oba seznámili na brigádě v kavárně. Jeho výstřední přítel udržoval platonický vztah s Erikou. Samotný Kitaru mu pak dokonce doporučil chodit s ní na rande. Tanimura ze setkání s dívkou zjistil, že Kitarua drží hluboko v srdci ale nerozumí, proč se dosud nepokusil o fyzické přiblížení. Jednoho dne se však Kitaru vypařil. Po šestnácti letech Tanimura potkal svobodnou Eriku na degustaci vín. Sdělila mu, že jí nezadaný Kitaru naposledy psal z Denveru, kde pracuje jako šéf japonské kuchyně. Přiznala i sexuální vztah k jinému mladíkovi v době, kdy s Kitaruem chodila.
V povídce „Kino“ zastihuje stejnojmenný hrdina manželku in flagranti při časném návratu ze služební cesty a po rozvodu otevírá útulný bar v opuštěném domě tety. Jeho talismanem se stává potulná kočka. Sám prožije románek se zákaznicí a jednoho dne kočka zmizí. Na pozemku se začnou objevovat hadi. Stálý host, čtoucí si v baru knihy, mu sděluje že podnik musí dočasně zavřít a odjet daleko, i když se žádné chyby dobromyslný Kino vědomě neodpoustil. I manželce popřál hodně štěstí do nového vztahu. Během noci na hotelu jej probudí vytrvalé dvojité klepání neznámého původu. Začne tak rozjímat o tom, zdali v opuštěném domě neuschovali hadi svá chladná tlukoucí srdce, aby nebyli tak snadno zranitelní, jak mu o tom vyprávěl stálý host.
Plastický chirurg a vlastník kliniky má v „Nezávislém orgánu“ intimní život pevně v rukou, když udržuje povrchní vztahy s více zadanými ženami najednou a cílem se nezamilovat. Avšak i jeho dožene láska, když v 52 letech vášnivě vzplane k vdané ženě s dítětem, jíž je ochoten obětovat vše. Nový stav mu navozuje existenciální pochybnosti o vlastní identitě, s otazníky, kým vlastně je, pokud odhodí škrabošku bílého pláště a kvalitního milence? Pod slupkou zůstává jen prázdná ruka. Po zjištění, že jeho objekt touhy opustil manžela pro jiného milence a nikoli pro něj, ztrácí zájem o život a po vyhladovění umírá doma na lůžku. Zkušenost s milenkou, která mu tajila vztah ještě k jinému muži, v lékařovi vyvolala dojem, že v tělech žen funguje nezávislý orgán umožňující jim nepoznatelně lhát.
Neschopen opustit byt nazývá Habara zdravotní sestru, jež o něj pečuje, „Šeherezádou“. Návštěvy vdané ženy středního věku jsou doprovázeny pohlavním aktem, po němž mu milenka sděluje vysněné i prožité příběhy, na způsob vypravěčky pohádek, jako ten kdy byla v minulém životě mihulí potoční. V současném životě se pro změnu jako školačka šíleně zamilovala do spolužáka, jemuž se za odpolední vkrádala do opuštěného domu.
Příběh „Mužů, kteří nemají ženy“ odkrývá pocity vypravěče – rockového a bluesového fanouška, jemuž jedné noci telefonuje manžel jeho dávné lásky a informuje ho o sebevraždě ženy. Volaný nechápe, kde neznámý muž přišel k číslu a jak se o něm vůbec dozvěděl. Vynořují se mu vzpomínky na hudební výběr milenky, která poslouchala výlučně tzv. výtahovou hudbu, s harmonickou linkou typu Faithovy verze „A Summer Place“. Následně ho opustila s námořníky křižovat oceány, aby po ní marně pátral v přístavech světa. Zpráva mu vnukla myšlenku, že „někdy ztratit jednu ženu, znamená ztratit všechny ženy. Tak se z nás stanou muži, kteří nemají ženy.“

## Recenze
Jarmila Křenková v recenzi na Aktuálně.cz uvedla, že povídkový soubor je založen na opakujícím se motivu v podobě odchodu osudových žen: „Postavy tu mizí ze světa 'bez sebemenšího vysvětlení', jako 'když utne', nebo prostě jednoho dne 'odchází jinam'. Nemilosrdně zanechávají své blízké ve zmatku a činí z nich 'pusté ostrovy', navždy osamělé bytosti šokované vědomím, že mechanismy světa, v němž žijí, nepodléhají žádným pevně daným či poznatelným zákonitostem.“
Překladatel Viktor Janiš v Hospodářských novinách charakterizoval hlavní postavy příběhů jako hrdiny „typově povědomé z ostatních autorových děl: [Jsou jimi] introverti, kteří se sice dobře adaptovali na život ve společnosti, ale pořád do ní nejsou s to hladce zapadnout, tak jako nemůže zapadnout hranatý kolík do kulaté díry. […] Ve většině případů se [tvoření příběhů] podobá jazzové improvizaci, která Murakamiho zavede, kam chce. Tentokrát to bylo do křivolakých záhybů lidského srdce a ta cesta byla pro čtenáře příjemně sladkohořká.“
Petr Brož na webu ČT24 vyjádřil přesvědčení, že se děj dotýká fundamentu zoufalství mužů ze vztahů se ženami, zoufalství, které někteří zakusili na vlastní kůži, a to bez uvědomění si tohoto aspektu ze strany žen. Povídky se podle recenzenta „čtou tak, že se vám místy motá hlava, závrať přechází v extázi a orgasmus je tu kategorií ryze snovou. Alespoň, domnívám se, i při té nejintenzivnější četbě…“ Otázkou také zůstává, zdali tu „píše Murakami o mužích, nebo jen o sobě? Píše tu o ženách, nebo jen o své představě žen?“